# فردریک میشکین
فردریک میشکین (انگلیسی: Frederic Mishkin؛ زادهٔ ۱۱ ژانویهٔ ۱۹۵۱) یک اقتصاددان اهل ایالات متحده آمریکا است.